# تأثير سندريلا

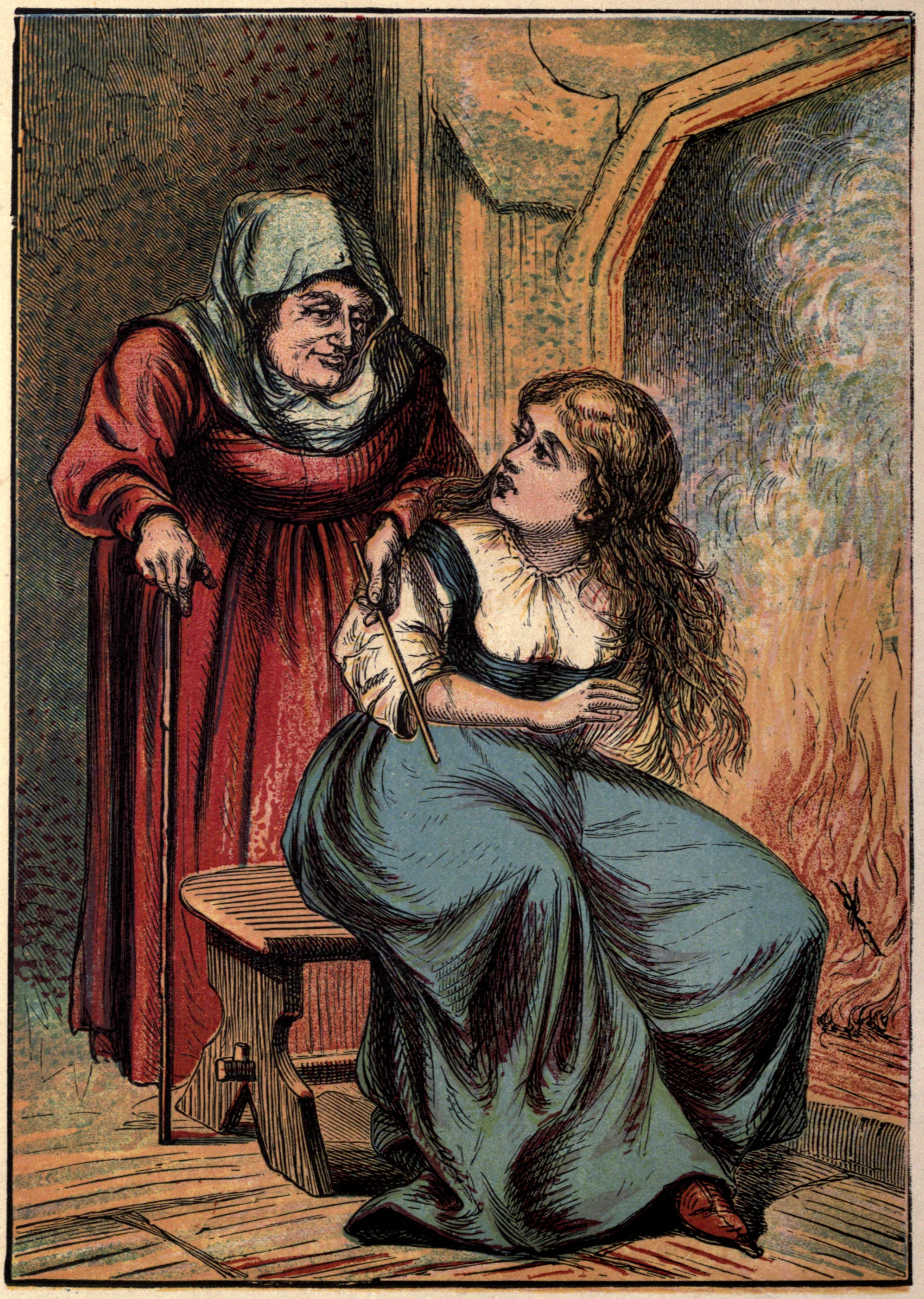

تأثير سندريلا (بالإنجليزية: Cinderella effect) في علم النفس التطوري، هو ارتفاع نسبة مزعومة من أشكال مختلفة من العنف وسوء معاملة الأطفال من قبل زوج الأم/زوجة الأب بمعدل أكثر من الأب/الأم البيولوجي. وقد تم اقتباس الاسم من شخصية الحكاية الخرافية سندريلا. يصف علماء النفس التطوري التأثير بأنه بقايا إستراتيجية تكيفية للتكاثر بين الرئيسيات التي يقتل فيها الذكور ذرية الذكور الآخرين من أجل جلب أمهاتهم إلى النعام، وإعطاء الذكور فرصة لتلقيح الإناث، وهناك أدلة مؤيدة وانتقادات لهذه النظرية.

## الخلفية
في أوائل عقد 1970، نشأت نظرية عن العلاقة بين زوج الأم/زوجة الأب وسوء معاملة الأطفال. "في عام 1973، لخص الطبيب النفسي الشرعي بد سكوت معلومات عن عينة من" حالات القتل المميتة "التي ارتكبت أثناء الغضب حيث أن 15 من القتلة ال 29 -نسبة 52٪ - كانوا بسبب زوج الأم. على الرغم من أنه لم يكن هناك في البداية تحليل لهذه البيانات الأولية، إلا أنه قد تم جمع الأدلة التجريبية منذ ذلك الحين حول ما يسمى الآن بتأثير سندريلا من خلال السجلات الرسمية والتقارير والتعداد.
لأكثر من 30 عاما، تم جمع البيانات المتعلقة بصحة تأثير سندريلا، مع وجود ثروة من الأدلة التي تشير إلى وجود علاقة مباشرة بين زوج الأم/زوجة الأب وإساءة المعاملة للأطفال. ويأتي هذا الدليل على الاعتداء على الأطفال من مجموعة متنوعة من المصادر بما في ذلك التقارير الرسمية عن الاعتداء على الأطفال والبيانات السريرية وتقارير الضحايا وبيانات القتل الرسمية. وقد خلصت الدراسات إلى أن «أطفال الأزواج في كندا وبريطانيا العظمى والولايات المتحدة يتكبدون بالفعل مخاطر مرتفعة جدا من إساءة معاملة الأطفال بمختلف أنواعها، ولا سيما الضرب المميت».
الدليل القوي لدعم تأثير سندريلا يأتي من نتيجة أنه عندما يكون للوالد المسيئ طفل من صلبه (بيولوجي) وآخر لزوجته، فإنه عموما يجنب أطفاله البيولوجيين، وفي هذه الأسر، كان أطفال الأزواج يستهدفون حصرا 9 من أصل 10 مرات في دراسة واحدة وفي 19 من 22 في أخري. بالإضافة إلى إظهار معدلات أعلى من السلوكيات السلبية (على سبيل المثال، سوء المعاملة) تجاه أطفال الأزواج، حيث إن الآباء يظهرون سلوكيات إيجابية أقل تجاه أطفال الأزواج عن أطفالهم البيولوجيين. على سبيل المثال، في المتوسط، يقل استثمار زوج الأم/زوجة الأب في تعليم أبنا الأزواج، ويلعبون معهم بشكل أقل، ويأخذونهم إلى الطبيب بشكل أقل، وما إلى ذلك. هذا التمييز ضد أطفال الأزواج يُعتبر أمر غير عادي عند مقارنة إحصاءات الاعتداء التي تشمل مجموع السكان نظرا للحقائق الإضافية التالية: (1) عندما يتم الكشف عن الاعتداء على طفل، فغالبا ما يتم اكتشاف أن جميع الأطفال في المنزل قد تعرضوا للاعتداء؛ و (2) أبناء الأزواج هم دائما تقريبا أكبر الأطفال في المنزل، في حين أن الاتجاه العام في أسر الزي الموحد أن الولد الأصغر سنا هو الأكثر عرضة للاعتداء.

## نظرية علم النفس التطوري
يقترح علماء النفس التطوري مارتن دالي ومارجو ويلسون أن تأثير سندريلا هو نتيجة مباشرة لنظرية التطور الحديثة لللياقة الشاملة، وخاصة نظرية استثمار الوالدين. وهم يجادلون بأن تربية الطفل البشري عملية طويلة جدا ومكلفة «ومن غير المحتمل أن يكون علم النفس الأبوي الذي شكله الانتقاء الطبيعي عشوائيا». ووفقا لهذا، فإن الأبحاث المتعلقة بالسلوك الاجتماعي للحيوان توفر الأساس المنطقي لتوقع أن يكون الوالدان تمييزيين في رعايتهم وحبهم، وبشكل أكثر تحديدا، للتمييز لصالح أولادهم الفعليين. نظرية اللياقة البدنية الشاملة تقترح معيارا انتقائيا لتطور الصفات الاجتماعية، حيث أن السلوك الاجتماعي الذي يعتبر مكلِّف للكائن الحي يمكنه مع ذلك الظهور عندما يكون هناك احتمال إحصائي عن فوائد كبيرة يمكن أن تعود من هذا السلوك الاجتماعي (البقاء على قيد الحياة والتكاثر من الكائنات الحية الأخرى التي تحمل أيضا السمة الاجتماعية (الأكثر وضوحا، وتراكم إغلاق الأقارب الجينية). وفي ظل هذه الظروف، يمكن أن تؤدي إلى زيادة عامة صافية في استنساخ السمة الاجتماعية في الأجيال المقبلة.
ركز العرض الأولي لنظرية اللياقة البدنية الشاملة (في منتصف الستينيات) على جعل الحالة الرياضية لإمكانية التطور الاجتماعي، ولكنه تكهن أيضا بالآليات المحتملة التي يمكن أن تحقق فيها السمة الاجتماعية على نحو فعال هذا الارتباط الإحصائي اللازم بين حامليها المحتملين. وقد تم النظر في احتمالين: أحدهما أن السمة الاجتماعية يمكن أن تعمل بشكل موثوق به بشكل مباشر عبر السياق الاجتماعي في الأنواع التي تتركز فيها الأقارب الجينية عادة في منطقة محلية حيث ولدوا؛ أما الآخر، فقد تظهر آليات الكشف الجيني (التي تتجاوز الارتباطات الإحصائية، وتبين بشكل موثوق الصلة الوراثية الفعلية بين الفاعلين الاجتماعيين باستخدام «التعرف على الأقارب». وقد نوقش المكان النسبي لهذين النوعين الواسعين من الآليات الاجتماعية، ولكن العديد من علماء الأحياء يعتبرون «اعتراف الأقارب» آلية مهمة محتملة.